# Subliminal Seduction
Subliminal Seduction (dt. „Unterschwellige Verführung“) ist ein Jazzalbum von Ralph Peterson. Die am 19. Dezember 2001 in den Systems Two Recording Studios, Brooklyn, entstandenen Aufnahmen erschienen am 22. Oktober 2002 auf Criss Cross Jazz.

## Hintergrund
Ralph Petersons zweite Session für Criss Cross Jazz entstand mit derselben Band wie sein Vorgängeralbum The Art of War, einem Quintett mit dem Pianisten Orrin Evans, dem Saxophonisten Jimmy Greene, dem Bassisten Eric Revis und dem zum Zeitpunkt der Aufnahmen 25-jährigen Trompeter und Flügelhornist Jeremy Pelt. Peterson schrieb sieben Originalkompositionen für das Quintett.

## Titelliste
- Ralph Peterson Quintet: Subliminal Seduction (Criss Cross Jazz – Criss 1225 CD)[1]

1. Trials of Trust and Treachery 5:03
2. The Vicious Cycle 6:56
3. The Fifth Insight 2:23
4. Tears I Cannot Hide 5:45
5. Essence of the Wizard 10:07
6. But I Never Left 6:21
7. The Seventh Insight 3:06
8. Social Response (J. Pelt) 4:42
9. I Only Miss Her When She’s Gone (Sammy Cahn, Jimmy Van Heusen) 3:48
10. Synergy 4:57
11. Subliminal Seduction 3:42

Sofern nicht anders angegeben, stammen alle Kompositionen von Ralph Peterson.

## Rezeption
Ken Dryden verlieh dem Album in Allmusic vier Sterne und schrieb, wie seine vorangegangene Reihe von Aufnahmen für Blue Note Records seien Petersons Arrangements voller Spannung und einiger Überraschungen, die seine Musiker dazu anregen, sich von ihrer besten Seite zu präsentieren. Ein Paradebeispiel sei das energiereiche „Trials of Trust and Treachery“. Die weiche Unisono-Linie von Pelt und Greene (auf dem Sopransaxophon) mit der weichen Schlägel-Technik des Bandleaders darunter sei ein weiteres Juwel. Nur ein Standard, „I Only Miss Her When She’s Gone“, ist enthalten, aber Petersons Arrangement bringe die Emotionen des kraftvollen Textes zum Vorschein, obwohl der nicht gehört werden könne. Dies sei die Art von Album, das beim ersten Hören nicht die Aufmerksamkeit auf sich ziehe, dessen Stärken jedoch mit der Zeit allmählich offensichtlich werden. Es sei sehr empfehlenswert, so Drydens Resümée.

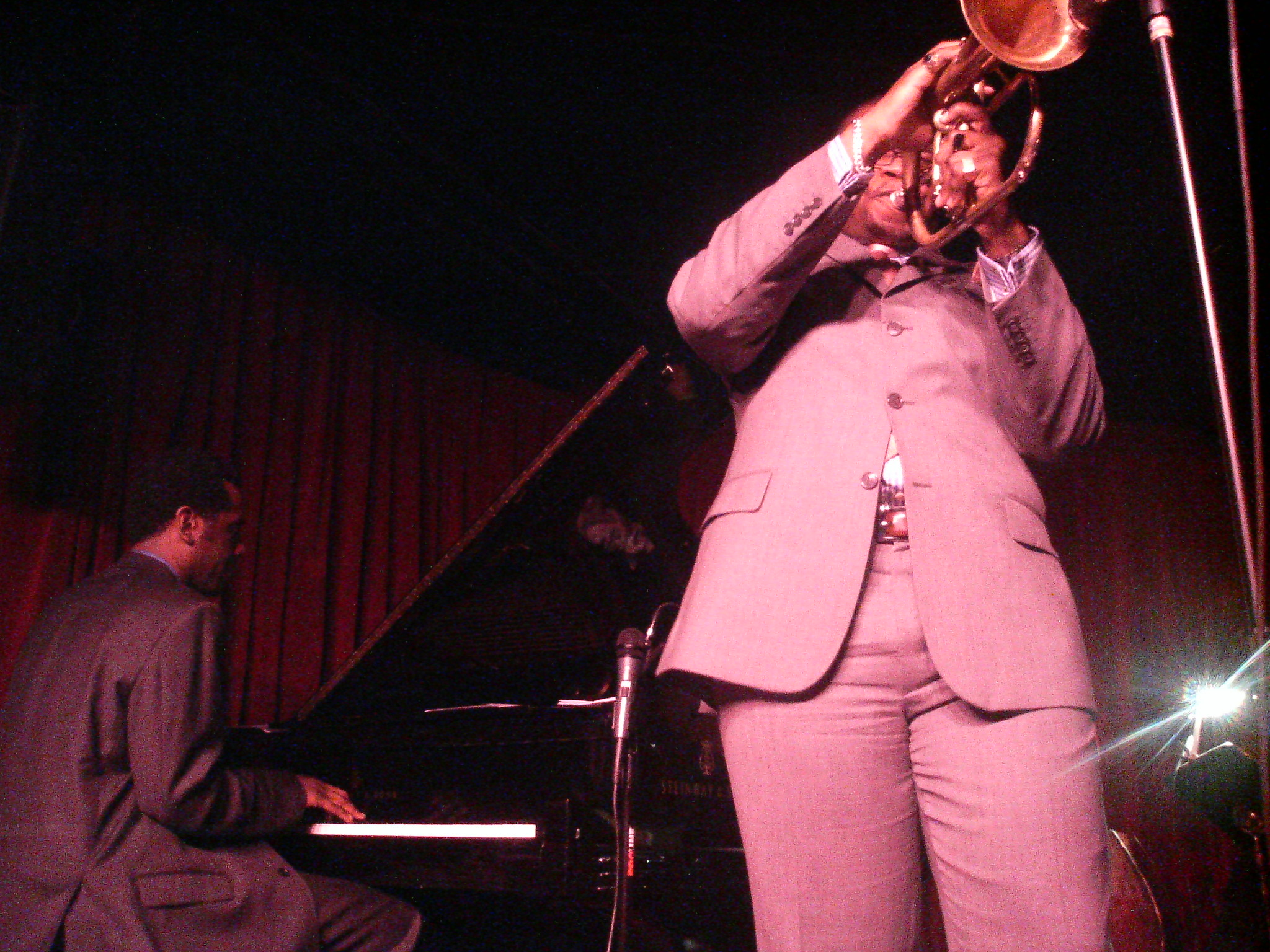
Jeremy Pelt 2007 im Village Vanguard

Nach Ansicht von C. Andrew Howan, der das Album in All About Jazz rezensierte, würden Petersons alte Kumpel Orrin Evans und der Bassist Eric Revis eng mit dem Schlagzeuger zusammenarbeiten, um eine besonders reaktionsschnelle Rhythmusgruppe zu bilden. In der gesamten Präsentation gehe es mehr um einen kollektiven Geist als um die Art von pyrotechnischen Displays, die man mit einer Schlagzeugplatte in Verbindung bringen könnte. Tatsächlich werden Petersons Solo-Momente sparsam verteilt, abgesehen von zwei kurzen Nummern („The Fifth Insight“ und „The Seventh Insight“).
Das gesamte Anmutung der Platte liege definitiv im Bereich der Musik von der des Quintetts von Miles Davis um 1966, schrieb Howan weiter. „Essence of the Wizard“ bringe mit seiner offenen Struktur und seinen Harmonien Schattierungen von Miles Smiles hervor. Pelt, der sich in der Vergangenheit stark an Davis erinnert habe, spiele eher mit einer Fredie Hubbard ähnlichen Tapferkeit und artikuliere dies mit einem elastischen Zeitgefühl, das seiner Jugend widerspreche. Greene klinge während des gesamten Sets besser als je zuvor und sein Klang auf dem Tenor habe einen sehnsüchtigen Charakter, der an Tim Warfield erinnere. Tatsächlich sei seine saftige Ballade in „I Only Miss Her When She’s Gone“ einer der Höhepunkte des Albums.
Richard Cook und Brian Morton haben dem Album in ihrem Penguin Guide to Jazz die zweithöchste Bewertung von dreieinhalb Sternen verliehen; mit Sublimal Seduction hätten sie genau dort weitergemacht, wo sie mit The Art of War (2002) aufgehört haben. Pelt sei der Mann, dem man in schnellem Tempo folgen muss, aber Greene übertreffe ihn im gemäßigteren Tempo von „Tears I Cannot Hide“ und „I Only Miss Her When I Think of Her“; dies sei eine Tenor-Ballade von hohem Rang, so das Resümée der Autoren.